# يوم شعب
يوم شعب ، هو أحد أيام كنانة في الجاهلية أغارت فيه بنو ليث بن كنانة على حمير في جبل شعب وهزمتهم حتى كادت تسقط مملكة حمير.

## يوم المعركة
أقبل بنو ليث على حمير في جبل شعب وفيه من ولد حسان بن عمرو من ملوك سبأ وهزموهم وسبو الذراري والنساء
وفيها يقول شاعر بنو ليث ، عروة بن أذينة الليثي يذكر فيها الحادثه :
وعلى شعبٍ هبطنَ بنا ... أهلُ شعبٍ خطةً أضمةْ
غارةٌ أردت نساءهمُ ... في طحونِ الوردِ ملتهمةْ
ربما منهم منعمةٌ ... سافرٌ ليست بملتثمةْ
غودرت تنعى الملوكَ كما ... غودرت في المعطنِ الحلمةْ
لم تعظمهم أسنتنا ... إذ لهم من فوقهم عظمةْ
وكأنَّ الملكَ بينهمُ ... إذ لقونا طاحَ عن نشمةْ
نكشفُ الغما إذا نزلت ... كشفَ بدرٍ ليلةَ الظلمة
وفي هذا البيت يذكر عروه ان قومه لم يعظمون شأن حمير كنا يفعل غيرهم